# Jätkänkynttilä
A Jätkänkynttilä-híd Finnország első ferdekábeles hídja. Lappföldön, Rovaniemiben található. A híd teljes hossza 320 méter. A híd a 78-as főút részét képezi a Kemijoki folyó fölött, a Kemijoki és az Ounasjoki folyók találkozásánál. A híd keleti hídfőjének közelében található a 203 méter magas Ounasvaara. A híd főpillérei 2,3 méter vastagságúak és az úttesthez viszonyítva 47 méteres magasságba nyúlnak.
A Jätkänkynttilä-hidat 1989. szeptember 29-én adták át a forgalomnak.

## Története
Rovaniemi városa már 1982-ben pályázatot írt ki egy, a városképet javító, illetve a folyó két partját összekötő közúti híd megtervezésére. A pályázatra négy tervezőiroda összesen tíz pályamunkája érkezett be. A győztes pályázó egy aszimmetrikus, ferdekábeles hidat tervezett, amelyet középen két vasbeton pillér tart. A pillérek tetejére külön megvilágítást terveztek. A nyertes pályázatban szereplő híd neve, mely később a híd hivatalos neve lett a Jätkänkynttilä. A pályázatot az oului Consulting Cortes cég nyerte el, amely a német Leonhart, Andrä und Partner GmbH cég műszaki támogatásának segítségével készítette el terveit.
A Jätkänkynttilä előtt nem volt Finnországban ferdekábeles híd, részben gazdasági, részben tájképi okokból.

## Fordítás
- Ez a szócikk részben vagy egészben  a   Jätkänkynttilä című finn Wikipédia-szócikk ezen változatának fordításán alapul.  Az eredeti cikk szerkesztőit annak laptörténete sorolja fel. Ez a jelzés csupán a megfogalmazás eredetét és a szerzői jogokat jelzi, nem szolgál a cikkben szereplő információk forrásmegjelöléseként.